# Ivan Koloff
Oreal Perras, noto con il ring name di Ivan Koloff (Montréal, 25 agosto 1942 – Montréal, 18 febbraio 2017), è stato un wrestler canadese.

## Biografia

### Carriera nel wrestling

#### Inizi
Perras debuttò nel mondo del wrestling con la gimmick di un rude irlandese cattivo di nome Red McNulty, accreditato come proveniente da Dublino e che combatteva con una benda da pirata su un occhio. Per i successivi tre anni, lottò nella zona di Toronto, facendo saltuariamente qualche combattimento nella parte nord-ovest del Canada. Qui, Perras acquisì molta esperienza come lottatore, iniziando anche a recarsi in Giappone per disputare qualche match di livello internazionale.

#### The Russian Bear

##### WWWF World Heavyweight Champion (1971)

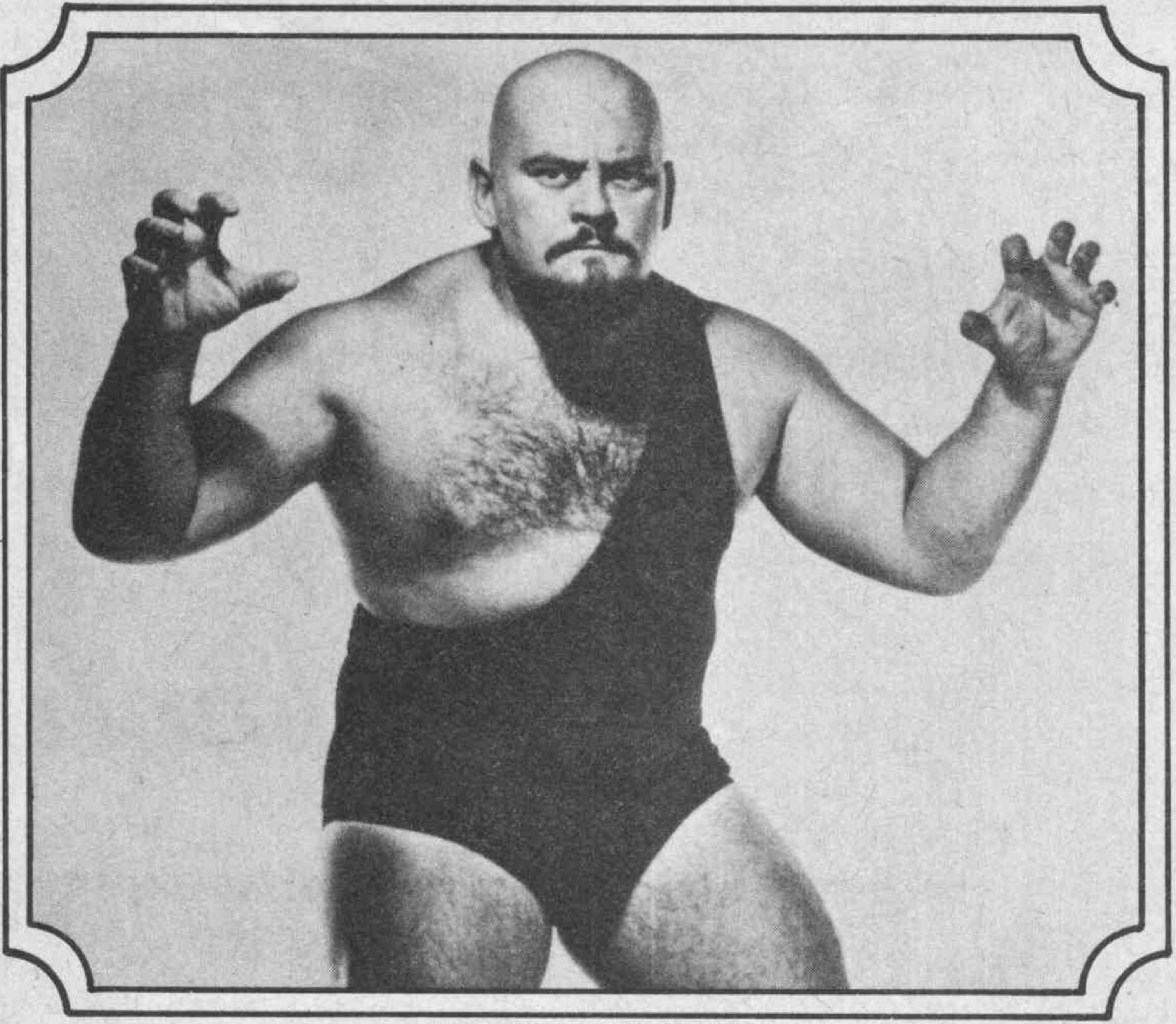
Ivan Koloff nel 1973

Nel 1967, Perras adottò l'identità di "The Russian Bear" Ivan Koloff, un barbuto personaggio heel comunista sovietico proveniente dall'Ucraina, e debuttò nella International Wrestling Association di Montréal. L'anno seguente sconfisse Johnny Rougeau vincendo l'IWA International Heavyweight Title. Ivan Koloff entrò nella World Wide Wrestling Federation nel 1970, affiancato da Capt. Lou Albano come manager. Iniziò subito un feud con l'allora WWWF World Heavyweight Champion Bruno Sammartino. Il 18 gennaio 1971, "L'orso russo" Ivan Koloff sconfisse Sammartino al Madison Square Garden di New York vincendo il WWWF World Heavyweight Championship, ponendo fine al leggendario regno da campione mondiale di Sammartino durato ben sette anni. Koloff perse la cintura di campione contro Pedro Morales solo 21 giorni più tardi, venendo utilizzato sostanzialmente come "campione di transizione" (noto espediente messo in atto per far passare il titolo dalle mani di Sammartino a quelle di Morales senza dover far scontrare due wrestler face della federazione, entrambi amati dal pubblico), come Stan Stasiak e The Iron Sheik saranno anch'essi negli anni successivi. Dopo la sconfitta, Koloff rimase uno dei principali sfidanti al titolo, ma non riuscì mai a riconquistarlo, e lasciò la WWWF nel 1972.
Durante il suo periodo alla WWWF, Ivan Koloff lottò in match titolati contro Bruno Sammartino, Pedro Morales, Superstar Billy Graham e Bob Backlund, tutti i maggiori campioni dell'epoca, tutti favoriti del pubblico.

##### NWA World Tag Team Champion

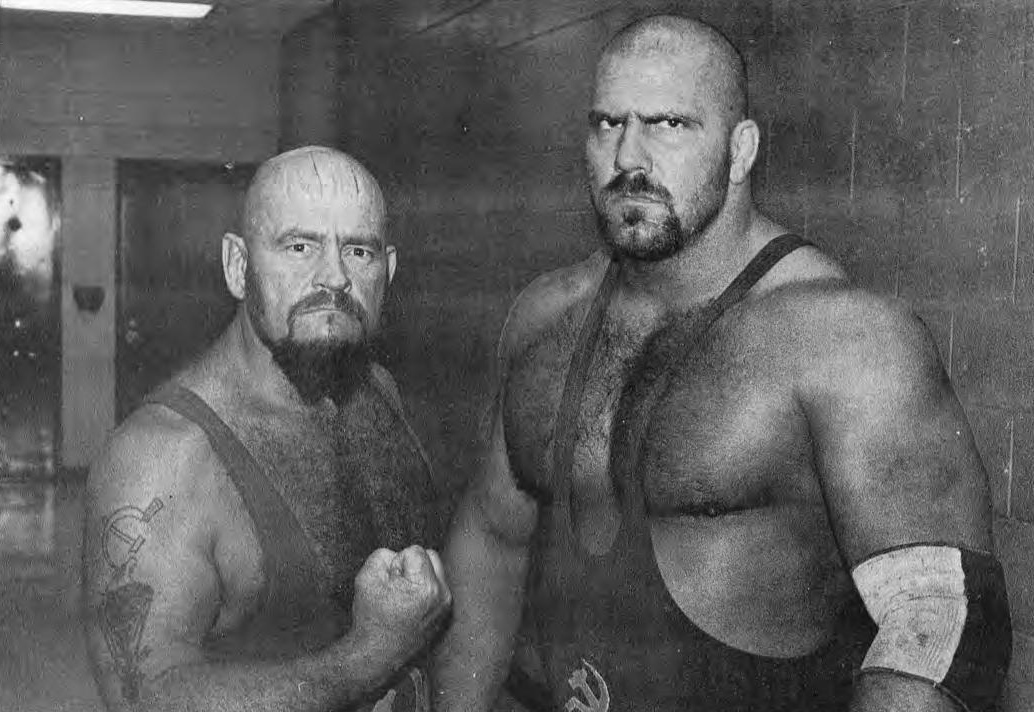
The Russians: Ivan & Nikita Koloff (1986)

Negli anni settanta e ottanta, Koloff riscosse successi anche nella NWA, vincendo molti titoli regionali in Georgia, e Florida. Nel febbraio 1981, Koloff formò un tag team con Ray Stevens sconfiggendo Paul Jones e Masked Superstar e catturando così l'NWA World Tag Team Championship. Questo sarebbe stato il primo di quattro regni da campione mondiale di coppia per Koloff, che in seguito rivinse la cintura in tag team con Don Kernodle, e due volte con il "nipote" (kayfabe), Nikita Koloff con il quale formava la coppia denominata "The Russians".

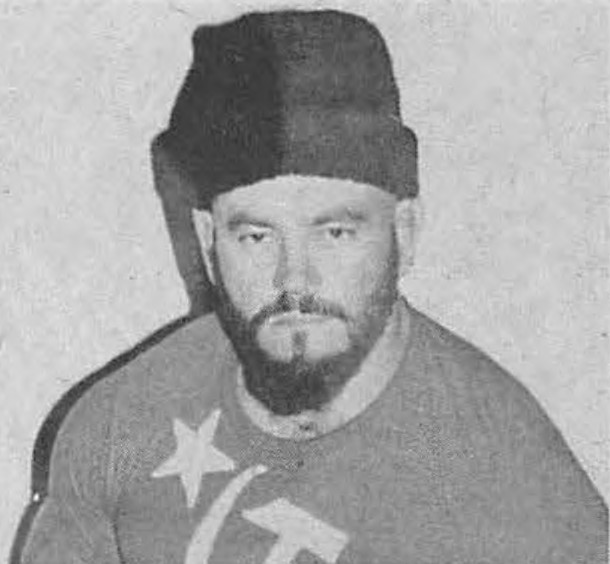
Ivan Koloff nel 1979

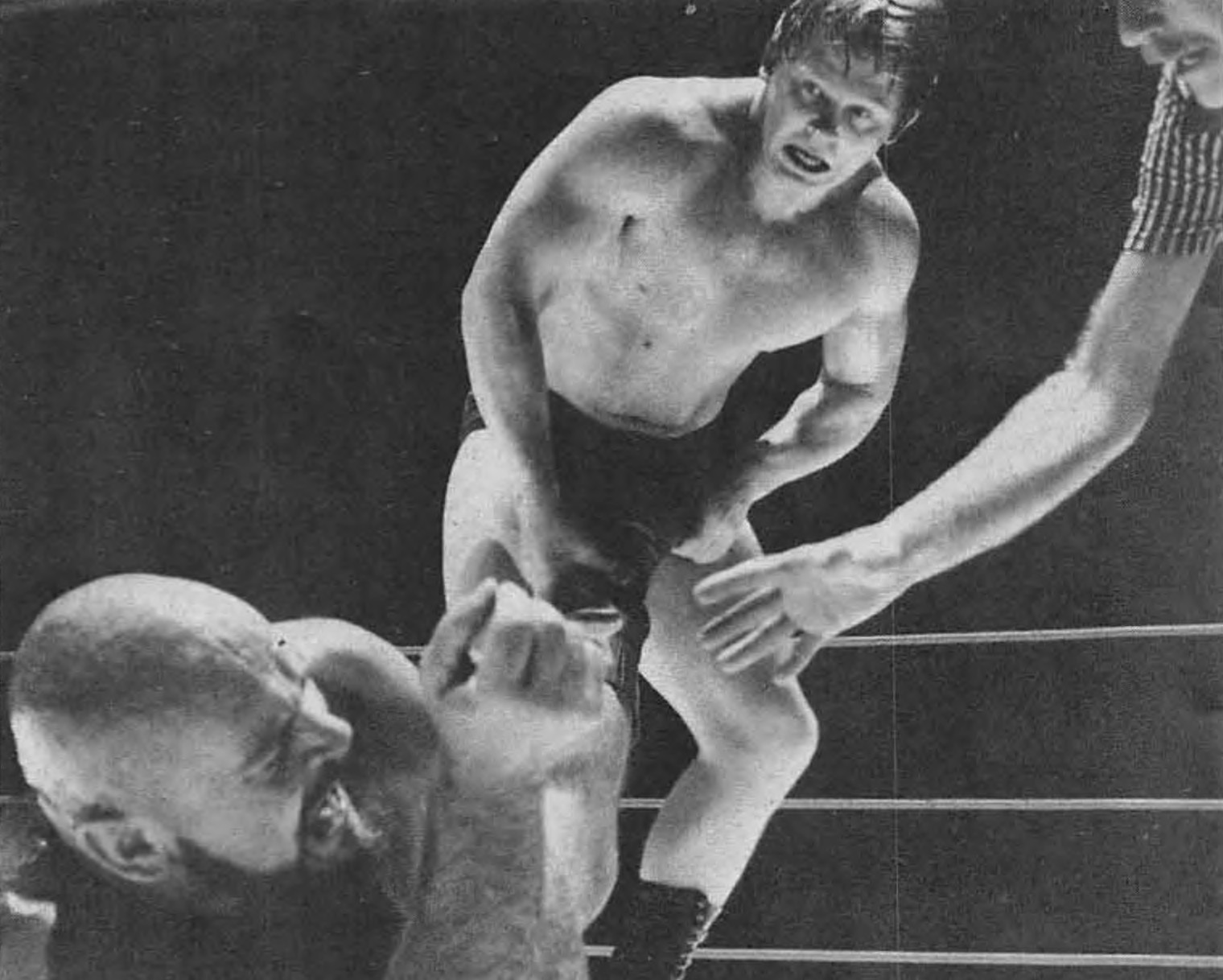
Ivan Koloff vs. Bob Backlund (1979)

I Russians (che successivamente compresero anche Krusher Kruschev tra i suoi membri) furono una delle stable heel di maggior prestigio e fama dal 1984 al 1986, e Nikita, grazie ai consigli e agli allenamenti di Parris, diventerà uno dei "cattivi" più odiati degli anni novanta scontrandosi con stelle di prima grandezza come Sting. Quando Nikita divenne un face passando dalla parte dei "buoni", Ivan si alleò con Vladimir Petrov e Dick Murdoch per cercare vendetta. La più grande faida a cui prese parte Ivan Koloff nella NWA, fu quella contro Dusty Rhodes, i Road Warriors, i Rock 'n' Roll Express (Ricky Morton e Robert Gibson) e Magnum T.A.
Nel 1988 Koloff fece parte per un certo periodo della stable "Paul Jones Army" capitanata da Paul Jones, dove era il coach dei futuri Powers of Pain, Barbarian e Warlord. In seguito ruppe i rapporti con Jones, riunendosi per breve tempo con Nikita, e scontrandosi con il team di Jones, i Russian Assassins, prima di lasciare la Jim Crockett Promotions nel gennaio del 1989. Il finale di carriera, Koloff lo passò alla Eastern Championship Wrestling, apparendo anche al primo house show della ECW nel 1992.

### Ritiro e decesso
Perras è vissuto a lungo a Winterville, Carolina del Nord, con la moglie Rena, dalla quale ha avuto quattro figli. Ha scritto anche un libro, intitolato Is That Wrestling Fake? The Bare Facts, nel quale fa le sue considerazioni sul mondo del wrestling professionistico. Nel 1995, l'ex "ateo sovietico", è diventato un "cristiano rinato".
Il 18 febbraio 2017 è deceduto all'età di 74 anni a causa di un tumore.

## Personaggio

### Mosse finali
- Bear hug
- Russian Sickle (Jumping lariat)

### Soprannomi
- The Russian Bear"

## Titoli e riconoscimenti
Pro Wrestling Illustrated
- 212º tra i 500 migliori wrestler singoli nella "PWI Years" (2003)

Championship Wrestling from Florida
- NWA Florida Southern Heavyweight Championship (1)
- NWA Florida Tag Team Championship (5 - 1 con Pat Patterson - 3 con Masa Saito - 1 con Nikolai Volkoff)

Great Lakes Championship Wrestling
- Great Lakes Heavyweight Championship (1)

Georgia Championship Wrestling
- NWA Georgia Tag Team Championship (7 - 5 con Ole Anderson - 2 con Alexis Smirnoff)

Maple Leaf Wrestling
- NWA Canadian Heavyweight Championship (Toronto version) (1)

Mid-Atlantic Championship Wrestling / Jim Crockett Promotions
- NWA Mid-Atlantic Heavyweight Championship (4)
- NWA Mid-Atlantic Tag Team Championship (1 - con Don Kernodle)
- NWA Mid-Atlantic Television Championship (1)
- NWA Television Championship (3)
- NWA United States Tag Team Championship (2 - 1 con Krusher Khruschev - 1 con Dick Murdoch)
- NWA World Six-Man Tag Team Championship (3 - 1 con Nikita Koloff e Krusher Khruschev - 1 con Nikita Koloff e Baron Von Raschke - 1 con The Barbarian e The Warlord)
- NWA World Tag Team Championship (Mid-Atlantic version) (4 - 1 con Nikita Koloff - 1 con Nikita Koloff e Krusher Khruschev - 1 con Ray Stevens - 1 con Don Kernodle)

Professional Wrestling Hall of Fame and Museum
- Classe del 2011

World Wrestling Association
- WWA World Heavyweight Championship (1)

World Wrestling Council
- WWC Puerto Rico Heavyweight Championship (1)

World Wide Wrestling Federation
- WWWF World Heavyweight Championship (1)

Altri titoli
- ACW Tag Team Championship (1)  - con Vladimir Koloff
- CREW Heavyweight Championship (1)
- IWA Tag Team Championship (1) - con "Mad Dog" Maurice Vachon
- IWA (Montreal) International Heavyweight Championship (1)
- VWA Heavyweight Championship (1)